# Tramwaje w Clinton (Iowa)
Tramwaje w Clinton (Iowa) − zlikwidowany system komunikacji tramwajowej w Clinton w Stanach Zjednoczonych, działający w latach 1869−1940.

## Historia
Pierwsze tramwaje w Clinton uruchomiono 6 grudnia 1869, były to tramwaje konne. Linia tramwajowa połączyła Clinton z Lyons. W 1891 było 16 km tras po których kursowały 24 wagony oraz 60 koni. W 1891 uruchomiono tramwaje elektryczne, które wkrótce zastąpiły tramwaje konne. Tramwajami elektrycznymi zarządzała spółka Clinton Street Railway. 20 listopada 1904 otwarto podmiejską trasę tramwajową do Davenport. Linią tą zarządzała spółka Clinton, Davenport & Muscatine Railway Company. 1 sierpnia 1912 spółka ta otworzyła drugą podmiejską linię pomiędzy Davenport a Muscatine. Miejskie tramwaje w Clinton zlikwidowano 25 maja 1937. 8 listopada 1938 zamknięto linię Davenport − Muscatine. Ostatnią linię tramwajową pomiędzy Davenport a Clinton zamknięto 31 marca 1940. Tramwaje elektryczne kursowały po torach o szerokości 1435 mm. 